# En dag jag lämnar mitt hem och mina vänner
En dag jag lämnar mitt hem och mina vänner är en psalm, skriven 1962 av Eva Norberg. Musiken är skriven 1965 av Åke Kullnes.

## Publicerad i
- 1986 års psalmbok som nr 625 under rubriken "Livets gåva och gräns".
- Svensk psalmbok för den evangelisk-lutherska kyrkan i Finland (1986) som nr 565 under rubriken "Döden och evigheten".